# Oroslav Caf
Oroslav Caf (tudi Jurij Caf), slovenski jezikoslovec, pesnik in duhovnik, * 13. april 1814, Zgornje Verjane v Slovenskih Goricah, † 3. julij 1874, Ptuj.
S Kopitarjem in Miklošičem velja za najpomembnejšega slovenskega jezikoslovca 19. stoletja in enega izmed najbolj izobraženih Slovencev svojega časa. Kot samouk se je izobrazil v jezikoslovju in se naučil več indoevropskih jezikov.

## Življenjepis
Oroslav Caf je bil rojen dne 13. aprila 1814 v Zgornjih Verjanah pri Sveti Trojici v Slovenskih goricah očetu Matiji in materi Magdaleni, rojeni Belan. Ko je v svojem rojstnem kraju končal ljudsko šolo, je prišel v bližnji Maribor. Na šestrazrednem gimnazijskem zavodu je bil odličen, tedanji sedmi in osmi razred v Gradcu je končal z izvrstnim uspehom. Po končanih modroslovnih naukih je izbral teologijo za svoj bodoči poklic, kar je želela njegova mati. Že v prejšnjih letih se je marljivo učil slovanske jezike, v graški bogoslovnici pa je izpopolnjeval to znanje.  Zaradi sposobnosti in napredka v bogoslovju je semeniško ravnateljstvo Cafa  postavilo za predstojnika zavetišča.  
V duhovnika je bil posvečen leta 1837. Njegova prva kaplanska služba je bila v Lebringu pri Vildonu, in leta 1839 je prišel v Fram kjer se je začel učiti Boppovih in Pottovih primerjajočih jezikoslovnih del. Najprej se je lotil azijske skupine indoevropskega jezikovega debla, namreč sanskrta in avestščine, kar pričajo razna znanstvena dela med njegovimi knjigami, ki razpravljajo o teh dveh starih jezikih. Potem se je ukvarjal z evropskimi sanskrtu sorodnimi jeziki, z nemščino, litovščino, in keltskimi jeziki; latinščina mu je bila že znana. To je bil razen duhovniških opravil njegov strogo znanstveni posel in pri tem resnem delu je nabiral besede slovenskega jezika med narodom in iz knjig. Caf je prečital vse do leta 1848 izdane in znane tiskane spise in tudi nekatere rokopise, ter jih izpisal za slovar, kateri je nameraval izdati. Caf je porabil za slovenski besedni zaklad vse slovstvo prekmurskih Slovencev, katero je tedaj obsegalo okoli trideset knjig in spisov. S Prekmurskega so mu prijatelji pošiljali narodne besede. Prekmurske slovenščine se je naučil iz raznih knjig, katere so mu pošiljali učeni prekmurski duhovniki, med njimi Jožef Košič, Aleksander Terplan, in mnogi drugi prijatelji, katerih imena niso znana; sam je k sebi poklical čisto preprostega človeka, nekega Vladislava Casarja, Porabca, s katerim je razpravljal o prekmurščini, včasih je pa tega ali onega znanca in prijatelja pismeno popraševal o raznih jezikoslovnih stvareh.
Caf je poklical k sebi Rezijana Ratibora Longino, da se seznani tudi z rezijskim slovenskim narečjem na Benečanskem. Z njim je pregledal ves slovar in celo slovnico.
Če je hotel nabirati narodne pesmi, pregovore ali besede, je poklical po navadi kakšno starko kot preljo (predico) v svojo sobo; tu mu je prela in prepevala narodne pesmi, a on jih je zapisoval. Po popoldanski maši ob nedeljah in praznikih je vabil k sebi mladino, ji piskal na piščal — tako je delal tudi Stanko Vraz. Tako je razširil nad stotino pesmi med prosto ljudstvo.
Dopisoval se je z velikimi slovanskimi učenjaki, kateri so ga radi obiskovali. Besed ni nabiral le iz mnogih knjig, ampak je povzel mnogo gradiva tudi iz preprostega ljudstva. Tako marljivo ni zajemal iz naroda še nobeden izmed slovenskih jezikoslovcev. Ko je profesor Miklošič slišal o njegovi bogati besedni zbirki, je prišel leta 1856 k njemu ter mu rekel:
»Vi imate obilne besedne tvarine nabrane, tudi jaz imam štiri zvezke spisane v polni obliki; če ste voljen, izdajva skupno slovar, na naslovnem listu natiskata se imeni naju obeh, in dobiček bodeva delila.«
Caf je odbil to ponudbo, ker je mislil, da je njegova nabrana tvarina še nepopolna. Božidar Raič trdi, da je Caf »Matici« izročil svojo zbirko, a pokojni Janez Bleiweis, bivši urednik Slovenske Matice, je trdil, da »Matica« ni dobila Cafovih rokopisov.
Cafova delavnost in marljivost na jezikoslovnem polju je opozorila nanj zelo oddaljene učenjake. Tedaj so se trudili Hanka, Hattala in Šafarik, da pridobe učenega Cafa za učiteljsko mesto primerjalnega jezikoslovja; toda v svoji skromnosti je odbil to častno ponudbo.
Ko je škof Slomšek združil vse štajerske Slovence v lavantinski škofiji in se preselil v Maribor, je hotel zbrati najboljše slovenske moči, da bi mogel z njih pomočjo uspešneje delovati v korist slovenskemu ljudstvu. Caf je bil takrat gotovo eden izmed najučenejših duhovnikov lavantinske vladikovine, ne le kot jezikoslovec, temveč tudi kot teolog; zato so mu ponudili profesorsko mesto na mariborskem semenišču. Ob neki priložnosti je prišel škof Slomšek k njemu v sobo, in ko je opazil na mizi odprto sanskrtsko knjigo, je pogledal v njo ter rekel: »Na vašem mestu se jaz tega ne bi učil.« Ta Slomškov izrek ga je zelo prizadel in je trdno sklenil, da da slovo semeniškim zidinam. Ker se ga je bil že prej polastil neki bolesten nemir, je začel celo misliti, da so ga zato dali v ta zavod, da bi ga odvrnili od najmilejšega mu strokovnega predmeta. Škof Slomšek je to opazil in mu je hotel ustreči, kolikor je mogel, ter mu izboljšal plačilo za dva stotaka. A Caf je rekel svojemu prijatelju Slomšku še istega dne: »Če bi mi dajali na leto toliko tisočakov, kakor dobivam stotakov, niti za hip me več ne zadrže; moje bivanje v Mariboru je zame izgubljen čas.« Ponujali so mu kanoništvo, a zahvalil se je za to častno mesto.
Iz Peterburga mu je pisal glasoviti slavist, vseučiliščni profesor Sreznevskij, da ga radi sprejmejo in mu dajo vseučiliščno mesto; toda premislil si je. Božidar Raič piše, da se mu je zdelo predaleč.
Škof Slomšek mu je hotel pomagati na drug način. Ponudil mu je nadarbino pri mestni župniji ptujski; ob tej priložnosti mu je dal škof tudi naslov duhovnega svetovalca. To je Cafa zopet razvedrilo. Karol Glaser, ki je bil profesor na realni gimnaziji na Ptuju, je tam spoznal Cafa, se mnogo z njim družil in ga tako popisal: »Spoznal sem na njem moža, kateri je z velikansko marljivostjo in izrednimi znanostmi v slovanskem in indoevropskem jezikoslovstvu jedinil redko čednost in blago mišljenje, na kako se še nisem nameril svoje žive dni.« Caf je delal neprestano, darujoč znanstvu razen svojih duhovniških opravil ves čas in vse svoje dušne moči.
Bil je po naravi že silno rahlega in nežnega občutka. Ko se je popolnoma poglobil v svoje knjige, je pa postal nasproti zunanjim vtisom še bolj nervozen.  Zelo ga je prizadelo, ko je Avgust Schleicher v svoji knjigi sebi prisvajal to, kar je po velikem trudu pravzaprav dognal Caf.
Ko je dobil v roke bolgarsko Sveto pismo, ga je čital z največjo vnemo. Neprestana delavnost mu je jemala spanje kar mu je hudo pokvarilo živce in ga delalo še bolj nemirnega in nezadovoljnega.
Medtem je napredovala duševna bolezen. Vedno bolj se je kazala potreba, da preskrbe Cafu zdravniško pomoč proti umski bolezni. Misel, da bi moral iti v blaznico, mu je bila tako strašna, da je ni mogel prenašati. Ko so dne 3. julija 1874 sstražnikom prišli ponj, da ga odpeljejo v graško blaznico, se je ustrelil.
Na grobu ima spomenik s preprostim napisom: »Oroslav Cafov, umrl dne 3. julija 1874. 60 let star.«

## Cafova dela
Kot mladenič se je Caf poizkušal v s pesništvom. Predmete svojih pesmi je zajemal iz narave ali iz mladostne dobe; pozneje je zlagal pesmi pobožne vsebine, med njimi je tudi nekaj cerkvenih, katere so se mu bolj posrečile, kot one iz prve dobe. Caf je podpisaval svoje pesmi, sestavke, razprave, itd. z imeni Belan, Belankin, Belanin, Belaninič; temu je dalo povod ime njegove matere.
S pesništvom si Caf ni dolgo glave belil, ampak je prešel na jezikoslovno polje, kjer se je čutil domačega, sposobnega in zmožnega. Ni se samo učil, ampak je tudi marljivo zbiral besede za slovar in tvarino za slovnice. 
Caf je priredil za vse slovanske jezike enako slovnico, misleč, da bi to edino moglo Slovane bolj zbližati. Okoli leta 1853 je spisal pod imeni O. C. i V. H. ostro oceno vseh del, katera je Miklošič izdal do tistega leta. V tej knjižici, ki je bila tiskana v Pragi, je pokazal Caf obširno znanost.
Veliko vrednost ima v Razlagovi Zori leta 1853 Cafov spis O glagoleh, ki obsega 68 strani. Glagole je Caf drugače razporedil, kakor Miklošič: Caf je postavil 9 vrst, toda Miklošičevo razvrščenje so splošno sprejeli in uvedli v učbenike.
Častno mesto med Cafovimi deli zaslužijo jezikovne preiskave na polju indoevropejščine v pojasnilo slovanščine. Те so zbrane v zvezkih, kateri se začenjajo okoli leta 1853. Vseh zvezkov obstaja 70, skupaj pogrešanih je 23 snopičev. Zgubili so se najbrž vsled nemarnosti in nepazljivosti. 
Davorin Trstenjak je začel leta 1873 izdajati Vestnik kot znanstveno prilogo k Zori. Ta listič je prinašal uspehe mnogoletnih Cafovih trudov.
Kakšnih 60 pol je jezikovne tvarine, katero je nabral za lastno rabo iz slovanskih jezikov, iz stare indijščine, madžarščine in drugih; vse je sestavil primerjalno tako, da je vsaka beseda iz posameznih jezikov pojasnjevala drugo, še malo znano besedo ali koreniko.
Slovnično tvarino je razpravljal marljivo in točno v snopičih pod imenom Slava. Matica ima samo 15 številk, ostale so se poizgubile.